# La Inmaculada Concepción (Mateo Cerezo)
La Inmaculada Concepción es un cuadro del artista español Mateo Cerezo, de hacia 1661-1662. Está pintado al óleo sobre lienzo y actualmente pertenece a una colección privada. Es una de las diversas versiones del tema de la Inmaculada que Mateo Cerezo pintó a lo largo de su vida, de las que hoy en día se conservan en torno a la decena.

## Historia
Esta obra permaneció inédita hasta que fue dada a conocer por los historiadores del arte José R. Buendía y Ismael Gutiérrez Pastor en una monografía sobre Mateo Cerezo publicada en 1986. El cuadro se encontraba entonces en una colección privada en Bilbao (España). Con posterioridad el cuadro perteneció a la colección de la desaparecida Fundación Cultural Fórum Filatélico, hasta su venta en subasta en Sotheby's el 29 de abril de 2015.

## Análisis de la obra
El cuadro representa a la Virgen María bajo su advocación de la Inmaculada Concepción. El 8 de diciembre de 1661 el papa Alejandro VII promulgó la Constitución Apostólica Sollicitudo Omnium Ecclesiarum por la cual se autorizaba por primera vez el culto religioso a la Inmaculada Concepción de María, es decir, a la creencia en el nacimiento de la Virgen libre del pecado original, aunque esta cuestión no se convirtió en dogma de fe hasta el año 1854. Esta autorización provocó una verdadera explosión de demandas de representaciones de la Inmaculada Concepción, también conocida como La Purísima. Los artistas de la época respondieron a esta demanda abordando el tema cada uno a su manera, aunque todos siguieron, con ciertas variaciones, una iconografía común que bebía de diversas fuentes y, en especial, de un versículo del Apocalipsis de san Juan que habla de «una mujer vestida del sol, y la luna bajo sus pies y una corona de doce estrellas sobre su cabeza» (Apocalipsis 12,1).
Según las fuentes documentales que se han conservado, Mateo Cerezo pintó a lo largo de su corta carrera numeras versiones de la Inmaculada Concepción, pero como ya se ha mencionado sólo algunas de ellas han llegado o están identificadas en la actualidad, en torno a una decena. Diversos aspectos distinguen a las diferentes versiones de Cerezo, entre ellos la mayor o menor utilización de elementos simbólicos, la postura de la Virgen, el acompañamiento angélico, el dinamismo de la composición, la riqueza de colorido, la técnica de aplicación de la pintura y, en general, la mayor o menor barroquización del cuadro, siendo la Inmaculada Concepción de hacia 1660 que conserva el Museo del Prado la más exuberante y movida.
La Inmaculada Concepción objeto de este artículo se organiza por medio de dos ejes, uno vertical, ocupado principalmente por el cuerpo de la Virgen, y otro diagonal, que atraviesa el lienzo de forma descendente, de derecha a izquierda, y queda definido por el manto flotante de la Inmaculada, la inclinación de sus piernas y la colocación de varios de los ángeles y querubines que forman la peana en la parte inferior. Este acompañamiento celestial es considerablemente más reducido que el de otras versiones de la Inmaculada pintadas por Cerezo, como la ya mencionada versión del Museo del Prado, y en esta ocasión únicamente portan lirios y azucenas, omitiéndose la representación de otros símbolos marianos o de la paloma que simboliza al Espíritu Santo. En comparación con sus versiones precedentes, la Virgen ha ganado en redondez. El rostro parece inspirado en el de la Inmaculada Concepción (Museo del Prado) que Rubens pintó en 1628, durante su segunda estancia en Madrid, y que fue regalada al rey Felipe IV por el marqués de Leganés. Se aprecia igualmente la influencia de los modelos concepcionistas del pintor José Antolínez.
La Virgen luce una aureola de tipo compuesto, formada por la combinación de una corona radial con otra plana que se le superpone. El halo se despliega en círculos concéntricos de diverso resplandor, comenzando por una irradiación luminosa en la parte más próxima a la cabeza y acabando por los querubines situados en círculo en el extremo superior del cuadro, que con sus posiciones en el lienzo dan forma al último anillo del halo. Varios de los querubines pintados en el cuadro llegan a fundirse, como si se disolvieran, en la luz dorada que envuelve a la Virgen. La parte inferior del lienzo la ocupa el dragón del Apocalipsis, vencido por María.
Las innovaciones de esta Inmaculada de Cerezo, en comparación con algunas de sus versiones anteriores, son también de tipo técnico, apreciándose una factura más suelta y el uso de la punta del pincel para dar pequeños toques, con pigmentaciones aplicadas como veladuras, especialmente visibles en las mangas de la túnica de María.
Por último, hay que mencionar que conservan dos copias antiguas de esta obra realizadas por el pintor Antonio Carnicero (1748-1814).